# Niebla (dinosaure)
Pour les articles homonymes, voir Niebla.
Niebla antiqua
Genre
Espèce
Niebla est un genre fossile de dinosaures théropodes de la famille des Abelisauridae de la période du Crétacé supérieur (Campanien - Maastrichtien) de la province de Río Negro, en Argentine. Le genre contient une seule espèce, Niebla antiqua, et est connu à partir d'un squelette partiel non articulé. L'holotype, trouvé dans la formation d'Allen, représente un individu adulte.

## Classification
Le genre Niebla et l'espèce Niebla antiqua sont décrits en 2020 par Rolando et al.,,,

## Découverte et dénomination
L'holotype, MPCN-PV-796, a été trouvé près de Matadero Hill, 70 kilomètres (43,49598344 mi) au sud de General Roca, province de Río Negro, Argentine. Le matériel fossile comprend une boîte crânienne presque complète, une mâchoire et des dents fragmentaires, un scapulo-coracoïde relativement complet, des côtes dorsales et des vertèbres incomplètes.
Le nom de genre Niebla vient du mot espagnol signifiant « brouillard », faisant référence aux jours brumeux lors de l'excavation du fossile. Le nom spécifique, antiqua, est dérivé d'un mot latin signifiant « vieux ».

## Description
Niebla représente l'un des abélisauridés les plus dérivés. Malgré sa taille relativement petite, surtout par rapport aux dinosaures apparentés comme Carnotaurus, l'holotype représente un adulte. D'après les restes, Niebla aurait mesuré environ 4 à 4,5 mètres de long.
Le scapulo-coracoïde est notamment similaire à celui de Carnotaurus en ce qu'il possède une glène d'orientation postéro-dorsale, une plaque coraco-scapulaire élargie dorso-ventralement et large, et une lame scapulaire très étroite et droite. Ces caractéristiques sont très différentes de celles des autres abélisauridés, ce qui pourrait indiquer une conformation unique de la ceinture pectorale chez ces théropodes sud-américains.

## Paléoécologie
Niebla est connu de la formation d'Allen en Argentine. Le ptérosaure Aerotitan, ainsi que des théropodes (Quilmesaurus, Bonapartenykus, Austroraptor), des sauropodes (Bonatitan, Pellegrinisaurus, Rocasaurus) et des ornithopodes (Lapampasaurus, Bonapartesaurus), sont également connus cette formation.

Niebla et autres dinosaures de la formation Allen (Niebla en jaune, deuxième à gauche)

### Publication opriginale
- [2021] (en) Mauro Aranciaga Rolando, Mauricio A. Cerroni, Jordi A. Garcia Marsà et Federico l. Agnolín, « A new medium-sized abelisaurid (Theropoda, Dinosauria) from the late cretaceous (Maastrichtian) Allen Formation of Northern Patagonia, Argentina », Journal of South American Earth Sciences, vol. 105, no 102915,‎ janvier 2021, p. 1-18 (ISSN 0895-9811, DOI 10.1016/j.jsames.2020.102915, lire en ligne, consulté le 12 avril 2022).